# Начар'ян Ганна Яківна
Ганна Яківна Начар'ян (4 березня 1923, Гагра — 7 березня 1994, Київ) — українська художниця декоративно-ужиткового мистецтва; член Спілки радянських художників України з 1950-х років.

## Біографія
Народилася 4 березня 1923 року в місті Гаграх (нині Абхазія, Грузія). 1951 року закінчила Тбіліську академію мистецтв, де навчалася у Давида Ціцішвілі, Серго Кобуладзе, Шоти Мікатадзе.
У 1950—1960-х роках викладала у Київському училищі прикладного мистецтва. Мешкала у Києві в будинку на вулиці Великій Житомирській, № 14, квартира № 21. Померла у Києві 7 березня 1994 року.

## Творчість
Працювала в галузі декоративного мистецтва (художня кераміка). Створювала керамічні декоративні тарелі, вази, паркові вази, фонтани, чайні сервізи, скульптурні групи, фризи, мозаїчні панно, торшери, бра, свічники, подарункові вироби, зокрема:
- вази «Ваза для квітів», «Ваза» (обидві — 1960), «Ваза декоративна» (1967), «Стара Риґа», «Журавлі», «Мальва», «Симфонія» (усі — 1980-ті);
- серії «Дерева», «Мій сад» (обидві — 1960-ті);
- настінні пласти «Берізка», «Гуцулка», «Настінний танок», «Українка з глечиками», «Хатка», «Тривожна молодість» (усі — 1967);
- блюда «Декоративне» (1967), «Колискова», «Двоє біля домашнього вогнища» (обидва — 1970-ті);
- керамічний водограй «Корал» у місті Ґаґрах (1974);
- скульптурна група «Засновники Києва» (1982);
- композиція «Київський каштан» (1982);
- серія паркових ваз у місті Лубнах (1985).

Одна з авторів безшовної керамічної плитки для облицювання будинків.
Брала участь у республіканських виставках з 1954 року, всесоюзних — з 1968 року.